# British National League (1996-2005)
La British National League fu una lega professionistica di hockey su ghiaccio del Regno Unito. Nonostante non ci fosse un sistema ufficiale di promozioni e retrocessioni era considerata essere un gradino sotto la Ice Hockey Superleague (poi sostituita dalla Elite Ice Hockey League) ed uno sopra la English National Hockey League e alla Scottish National League.
La lega fu fondata nel 1996 per rimpiazzare la prima divisione della British Hockey League e per la sua prima stagione fu divisa in Northern Premier League e South Premier League. Dal 2000 al 2003 fu sponsorizzata dalla Findus. Alla fine della stagione 2004-05 cessò l'attività.

## Squadre
- Basingstoke Bison (98 - 03)
- Blackburn Hawks (96 - 97)
- Bracknell Bees (03 - 05)
- Cardiff Devils (01 - 03)
- Castlereagh Knights (96 - 97)
- Coventry Blaze (ex Solihull Blaze 96 - 98) (99 - 03)
- Dumfries Vikings (96 - 97)
- Dundee Texol Stars (01 - 05)
- Edinburgh Capitals (ex Murrayfield Royals) (96 - 05)
- Fife Flyers (96 - 05)
- Guildford Flames (96 - 05)
- Hull Stingrays (ex Hull Thunder) (99 - 05)
- Kingston Hawks (96 - 98)
- Lancashire Hawks (97 - 98)
- Medway Bears (96 - 97)
- Milton Keynes Kings (poi Solihull/Milton Keynes) (99 - 03)
- Newcastle Vipers (02 - 05)
- Paisley Pirates (96 - 02)
- Peterborough Pirates (96 - 02)
- Slough Jets (96 - 02)
- Swindon IceLords (96 - 97)
- Telford Tigers (98 - 99)
- Whitley Bay Warriors (96 - 97)

## Vincitori
- 96/97 North - Fife Flyers
- 96/97 South - Swindon IceLords
- 97/98 Guildford Flames
- 98/99 Slough Jets
- 99/00 Fife Flyers
- 00/01 Guildford Flames
- 01/02 Dundee Stars
- 02/03 Coventry Blaze
- 03/04 Fife Flyers
- 04/05 Bracknell Bees